# 安東玉彦
安東 玉彦（あんどう たまひこ、1900年（明治33年）8月7日 - 1990年（平成2年）9月19日）は、日本の政治家。大分県大分市長。

## 略歴
大分師範学校、法政大学高等師範部を卒業後、大分師範学校教諭、大分県視学、大分県立竹田高等女学校（現大分県立竹田高等学校）校長、大分県立別府高等女学校（現大分県立別府鶴見丘高等学校）校長を歴任。1947年（昭和22年）に大分市助役となる。
1963年（昭和38年）3月、周辺市町村との合併により新設された新・大分市長に当選。以後、1975年（昭和50年）まで、3期12年にわたり大分市長を務めた。
任期中の12年間は、ちょうど日本の高度成長期にあたった。大分市も、1964年（昭和39年）1月に新産業都市の指定を受けると、沿岸の埋立地に新日本製鐵大分製鐵所や昭和電工大分事業所などの企業が次々に立地して大分臨海工業地帯が形成されるなど、経済的に大きく発展し、人口が急増した時期であった。
1990年（平成2年）に逝去した際には、大分市により市民葬が営まれた。

## 著書
- 問わず語り（1987年4月1日、佐伯印刷）
- 市政随想（安東玉彦図書刊行会）